# Архимандрит Мојсије (Жарковић)
Мојсије (световно Станислав Жарковић; Ваљевска Каменица, 10. фебруар 1923 — Манастир Хиландар, 21. март 2010) био је православни архимандрит и најпознатији игуман Манастира Хиландара.

## Биографија
Рођен је у Ваљевској Каменици од оца Светозара и мајке Зорке, чланова богомољачког покрета. Добио је име Светислав. Као дечак од 16 година је дошао у манастир Жичу у народној ваљевској ношњи и са шајкачом на глави, са намером да буде искушеник. У то време епископ жички је био Николај Велимировић који је руководио и богомољачким покретом. У том периоду искушеник у Жичи је био и Милисав, касније архимандрит Јован Радосављевић.
Замонашен је 1947. године у манастиру Ралетинцу и добио име Мојсије. У чин јеромонаха рукоположио га је епископ шумадијски Валеријан 1949. године. У послератном времену је и манастир Хиландар био у кризи у погледу монаштва. Тако је 1964. године из манастира Каленића у манастир Хиландар отишао и јеромонах Мојсије.
Архимандрит Мојсије постао је члан Свештеног сабора стараца манастира Хиландара 1986. године. Дуго година је у Хиландару служио свакодневна богослужења и био је познат као добар познавалац манастирског правила и типика. Дуже времена, пре избора за игумана, био је представник (антипросоп) Хиландара у Свештеној општини Свете горе у Кареји.
Братство манастира Хиландара изабрало га је 24. новембра 1992. за свог игумана, после архимандрита Пајсија Танасијевића. У време његове управе манастир Хиландар је прославио 800 година свог постојања 1998. године, као и велики прилив монашког братства. Марта 2004. је Хиландар задесио велики пожар, после кога је уследило обнављање овог манастира.
Архимандрит Мојсије умро је у недељу 21. марта 2010. и сахрањен у манастиру Хиландару 22. марта 2010. године.